# Air Dolomiti
 (mai 2024).
Si vous disposez d'ouvrages ou d'articles de référence ou si vous connaissez des sites web de qualité traitant du thème abordé ici, merci de compléter l'article en donnant les références utiles à sa vérifiabilité et en les liant à la section « Notes et références ».
En pratique : Quelles sources sont attendues ? Comment ajouter mes sources ?
Pour les articles homonymes, voir DLA.
Air Dolomiti (code AITA : EN ; code OACI : DLA) est une compagnie aérienne régionale italienne, basée à Dossobuono, Villafranca di Verona. C'est une compagnie régionale qui appartient à Lufthansa et qui dessert également Barcelone, Francfort-sur-le-Main, Genève, Munich, Paris, Luxembourg et Prague.

## Histoire
Air Dolomiti a été fondée en 1987 et a commencé ses opérations en 1991 dans le but d'établir des liens directs entre métropoles de taille moyenne en Europe.

En 1993, Air Dolomiti a signé un accord commercial avec Lufthansa : la première étape avant l'alliance signée en 1994 et par la suite l'entrée de la compagnie allemande dans le capital de la compagnie régionale en 1999.

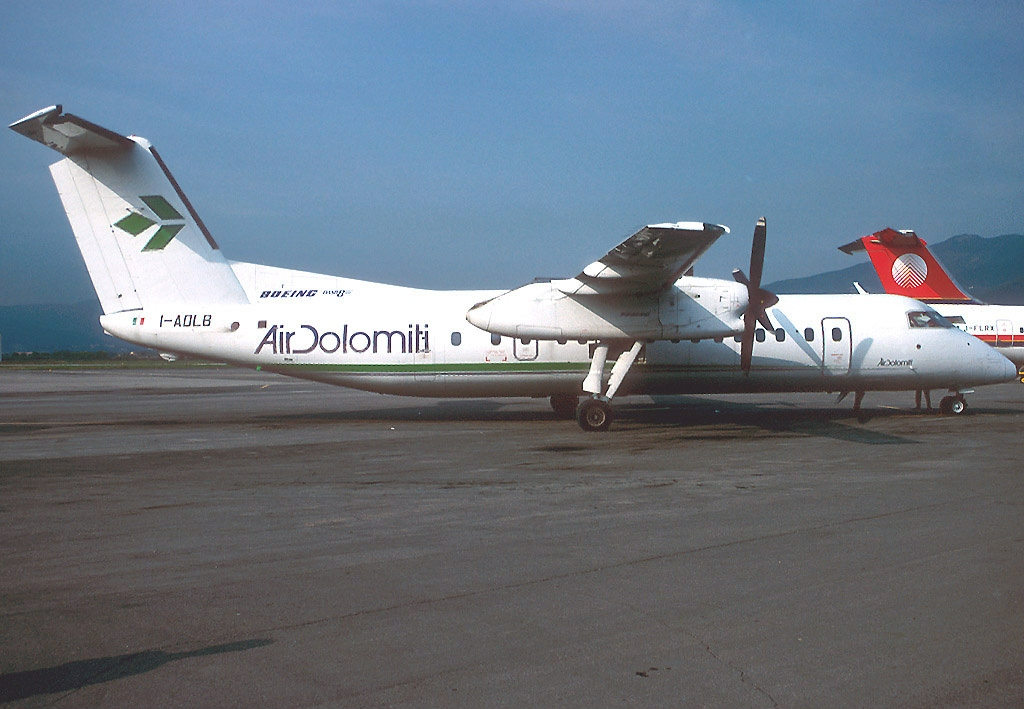
De Havilland Canada DHC-8-311 d'Air Dolomiti en 1993.
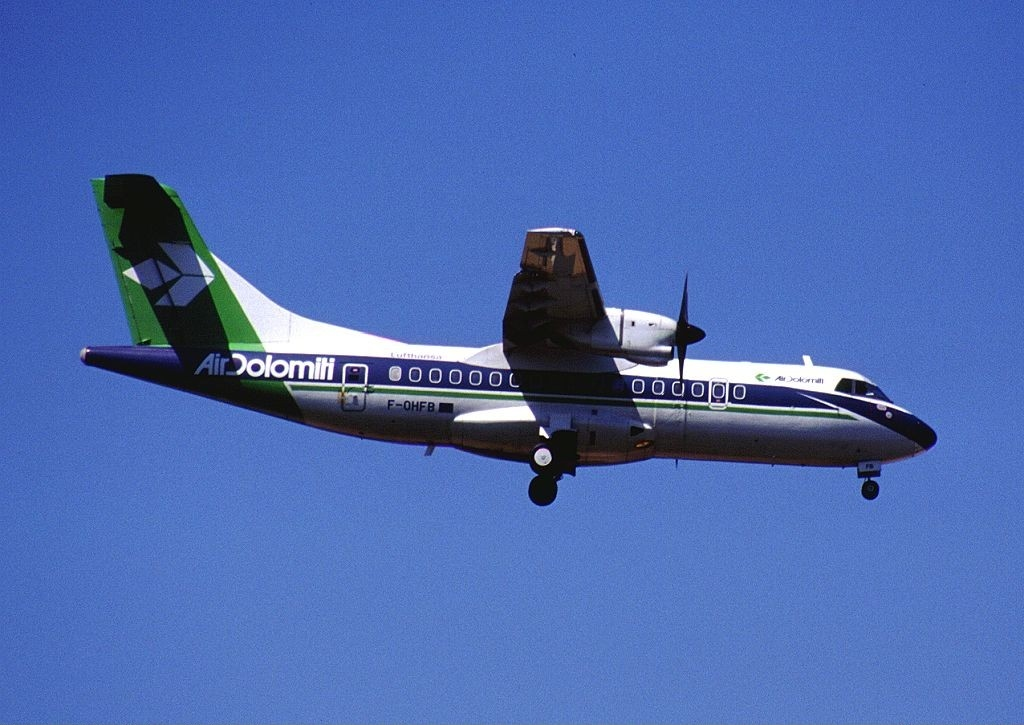
ATR-42-320 d'Air Dolomiti en 1998 avec l'ancienne livrée.

En 2003, la compagnie a été rachetée par le groupe Lufthansa. Le président de la nouvelle direction, Michael Kraus, a pris la tête d'Air Dolomiti après plusieurs postes de direction au sein de Lufthansa.

Elle a transporté plus d'un million de passagers en 2002 et 2003 (37 029 vols en 2003).

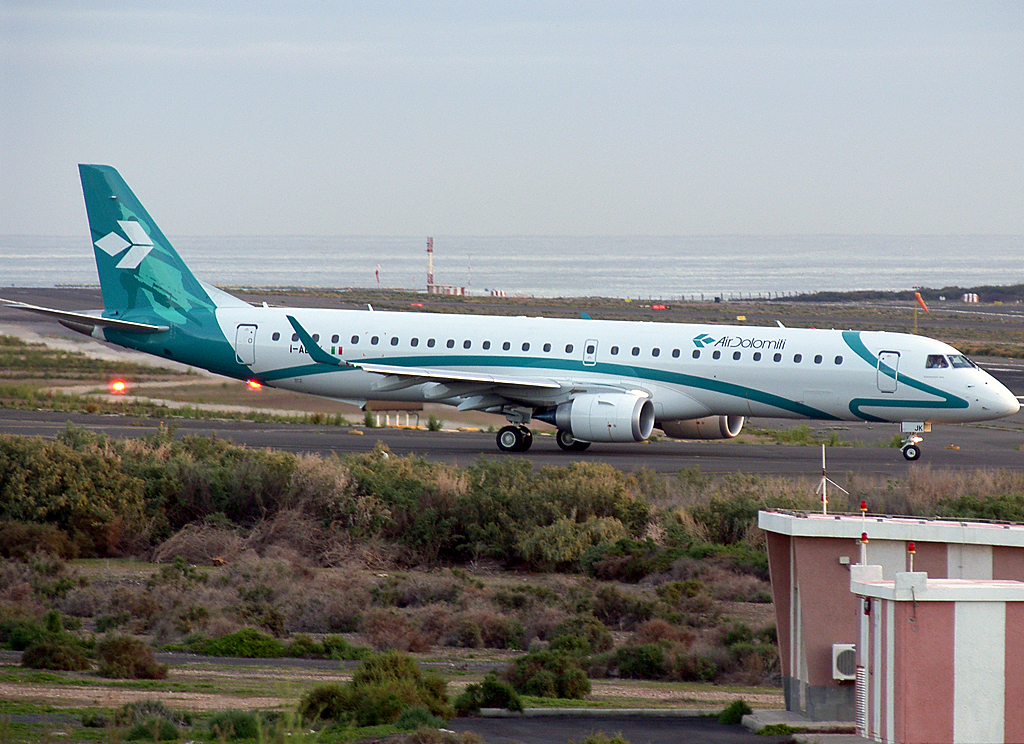
Embraer 195 immatriculé I-ADJK à l'aéroport de Gran Canaria le 1 février 2009.

En février 2009, Air Dolomiti introduit l'Embraer 195 dans sa flotte et en devient l'opérateur de lancement en Italie.
En 2014, Joerg Eberhart est nommé à la direction de l'entreprise.
La compagnie est visée par une plainte pour pratiques commerciales trompeuses d'écoblanchiment en compagnie de 16 autres compagnies par 22 associations européennes de consommateurs en juin 2023.

## Flotte
En mars 2020, la flotte se compose des appareils suivants :

### Flotte historique
- ATR 42-320
- ATR 42-500
- ATR 72-500
- BAe 146-300
- Bombardier CRJ200
- De Havilland Canada DHC-8-300
- Embraer ERJ-190
- Fokker F100

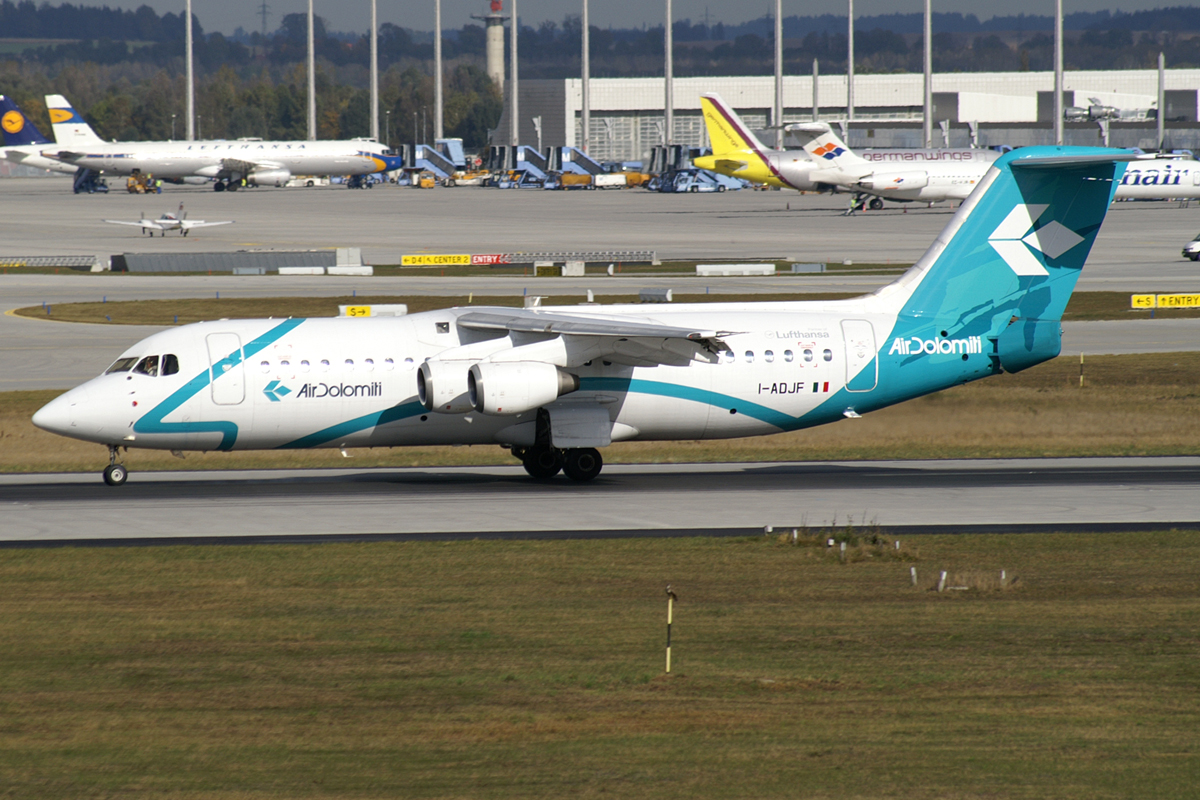
BAe 146 immatriculé I-ADJF.
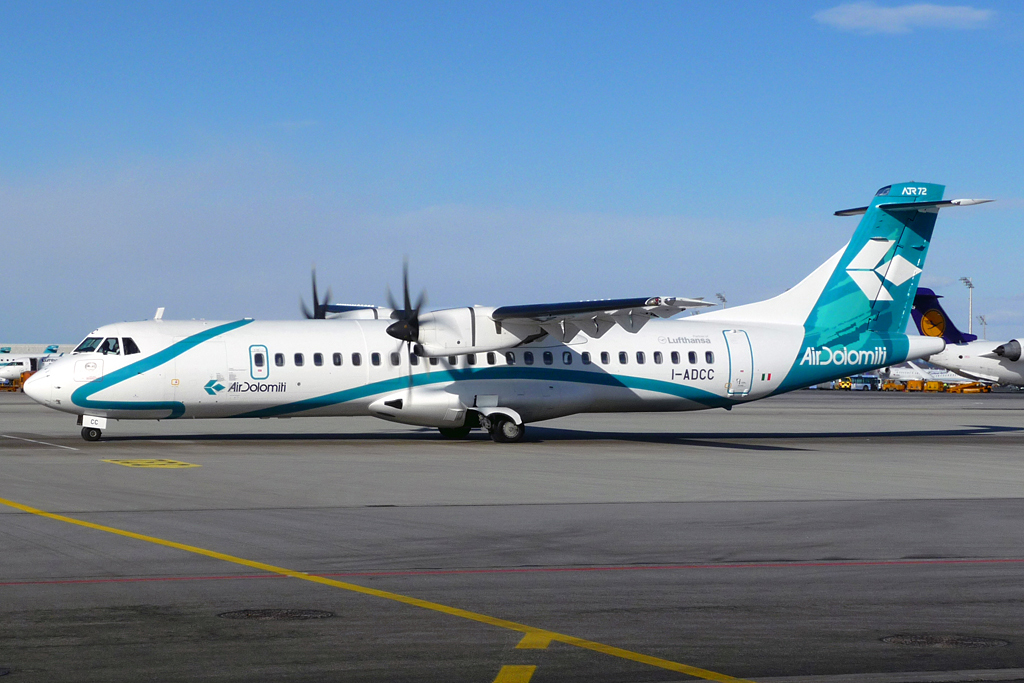
ATR 72 immatriculé I-ADCC à l'aéroport de Munich en 2010.